# 海港中心 (溫哥華)

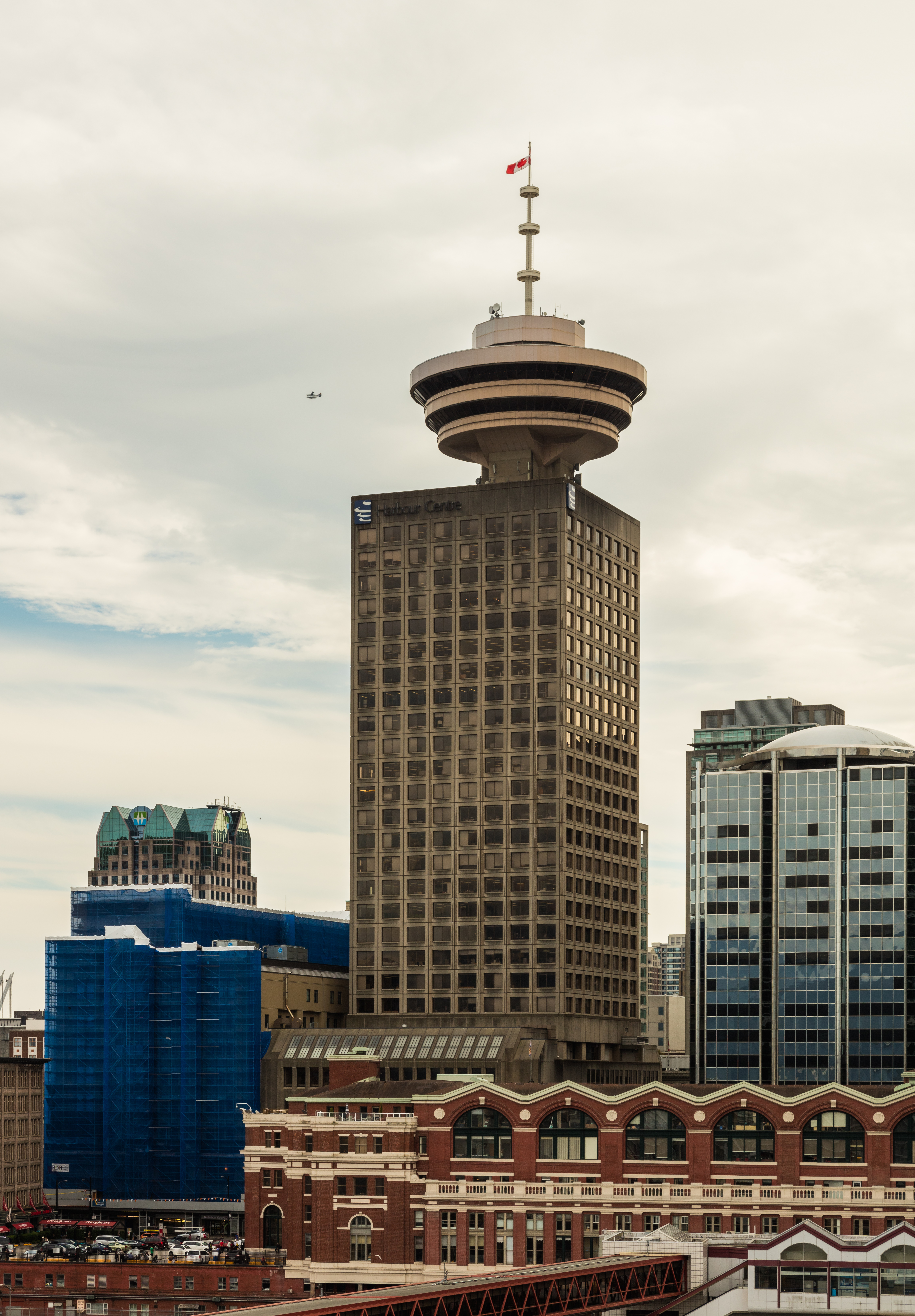
海港中心

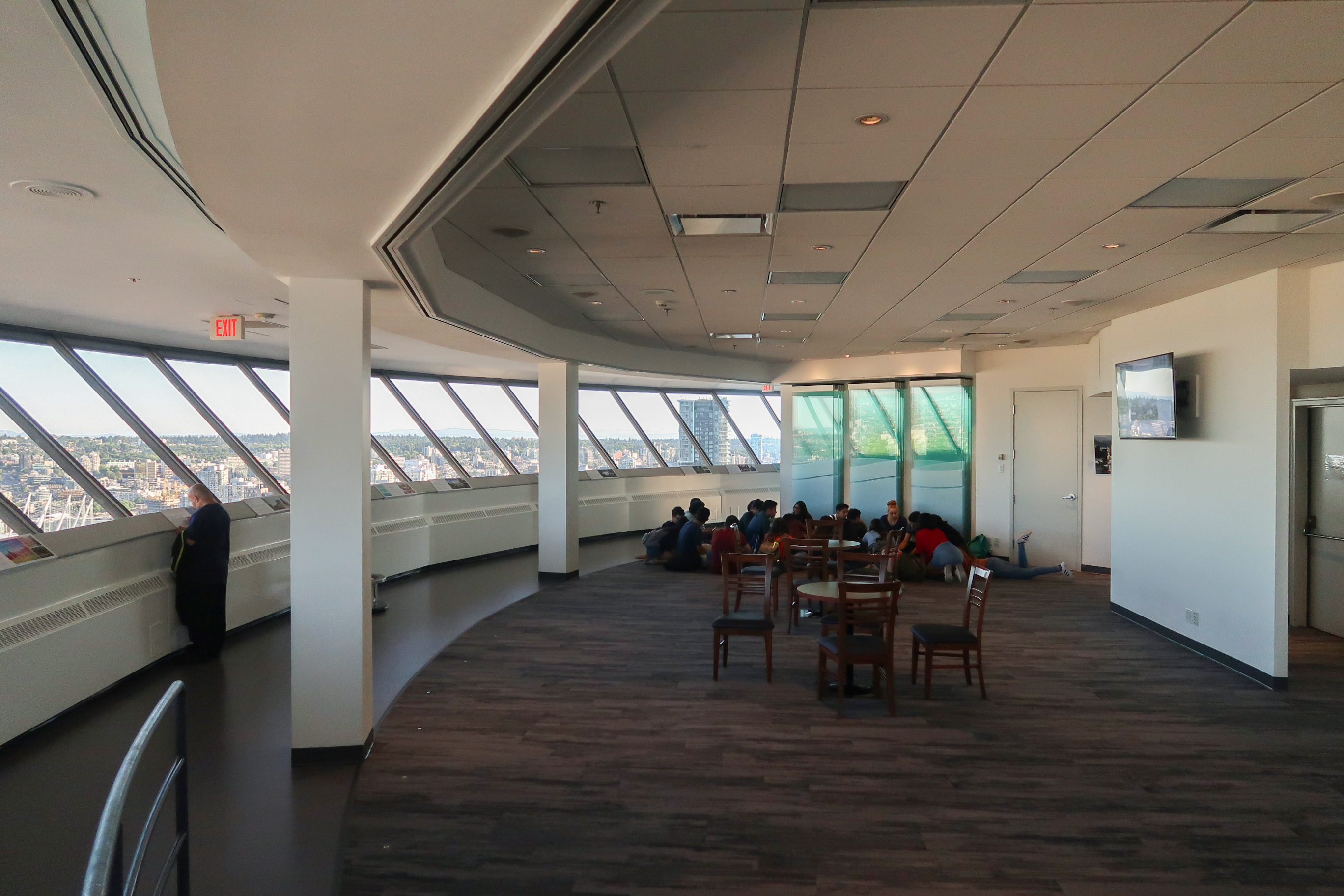
觀光塔

海港中心（英語：Harbour Centre）是加拿大卑詩省溫哥華市中心一座地標性建築。大廈由WZMH建築師樓設計，共有28層，結構高度為146米，連頂部屬裝飾性質的觀光塔則有177米高。大廈於1977年6月8日開幕後一直是溫哥華的最高建築，直至華爾中心於2001年落成為止。大廈初期稱為「西爾斯塔」（Sears Tower），並於低層設有一家辛普森－西爾斯百貨公司分店；該店於1980年代結業，而大廈亦改為現稱。
大廈座落喜士定西街555號，與溫市中心的公共交通樞紐濱海站近在咫尺。大廈與前史賓沙百貨公司大樓相通，而西門菲沙大學的海港中心分校亦設於此。
大廈頂部的溫哥華觀光塔（Vancouver Lookout）於1977年8月13日開幕，由太空人尼爾·岩士唐擔任主禮嘉賓，並即場在水泥中打了個足印，在此保存並展放至今。觀光塔内部亦設有一個旋轉餐廳。另外，加拿大海岸防衛隊於海港中心設有無綫電發射站，為菲沙河北支流、布勒内灣、印第安灣、英吉利灣和豪灣上的船隻提供航道資訊和緊急救援通訊。

## 外部連結
- Harbour Centre （页面存档备份，存于） 海港中心網站
- Vancouver Lookout （页面存档备份，存于） 溫哥華觀光塔網站

49°17′05″N 123°06′44″W / 49.2846°N 123.1123°W